# Die Fee (1935)
Die Fee (Originaltitel The Good Fairy) ist eine US-amerikanische Liebeskomödie von William Wyler, basierend auf einem Stück von Ferenc Molnár. Uraufgeführt wurde der Film am 31. Januar 1935.

## Handlung
Die Waise Luisa Ginglebusher arbeitet als Platzanweiserin in einem Budapester Kino und ist entschlossen, ihren ersten Job so gut wie möglich zu erledigen. Später lernt sie den Millionär Konrad und Dr. Max Sporum kennen.

## Produktion
The Good Fairy wurde vom 13. September bis 17. Dezember 1934 gedreht. Währenddessen kam es öfter zu Diskrepanzen zwischen dem Regisseur William Wyler und Hauptdarstellerin Margaret Sullavan, die zu dieser Zeit ein Paar waren. Außerdem verließ sie unerlaubt das Set, verschmierte ihre Schminke und beschmutzte ihr Kleid. Noch während der Produktion des Films, am 25. November, heirateten die beiden. Ihre Ehe hielt nur zwei Jahre.